# Kay Szacknys
Kay Szacknys (* in Bielefeld) ist ein deutscher Theaterschauspieler, Autor und Kabarettist.

## Leben
Kay Szacknys wurde in Bielefeld geboren, besuchte das Ceciliengymnasium, um nach dem Abitur auf die Schauspielschule nach München zu gehen. Sein erstes Engagement erhielt er 1990 am Mainfranken Theater Würzburg. Dort erhielt er 1992 den Bayerischen Theaterpreis für die Rolle des „Sylvestre“ in Die Schelmenstreiche des Scapin.
Danach folgte ein Engagement am Stadttheater Osnabrück. Ab 1997 arbeitete Kay Szacknys freischaffend in Bonn, Bad Godesberg, Düsseldorf, München, Hannover und Braunschweig. Sein Theaterstück Wer immer lügt, dem glaubt man auch wurde im März 2015 in Großengersdorf bei Wien uraufgeführt.
Seit 2013 ist er mit seinem Kabarettprogramm Oskar lässt die Hosen runter vor allem im Raum Niedersachsen und Nordrhein-Westfalen unterwegs.